# Cause for Conflict
Cause for Conflict è il settimo album in studio del gruppo musicale thrash metal tedesco Kreator, pubblicato nel 1995 dalla GUN Records.

## Il disco
In questo disco continuano gli sperimentalismi e, rispetto al precedente Renewal, questa volta in favore di sonorità groove metal.

## Tracce
1. Prevail – 3:59
2. Catholic Despot – 3:23
3. Progressive Proletarians – 3:24
4. Crisis of Disorder – 4:17
5. Hate inside Your Head – 3:39
6. Bomb Threat – 1:47
7. Men without God – 3:46
8. Lost – 3:35
9. Dogmatic – 1:27
10. Sculpture of Regret – 2:59
11. Celestial Deliverance – 3:15
12. Isolation – 11:54

## Formazione
- Mille Petrozza - chitarra, voce
- Frank "Blackfire" Gosdzik - chitarra
- Christian "Speesy" Giesler - basso
- Joe Cangelosi - batteria